# Виноградский, Николай Васильевич
Николай Васильевич Виноградский (1873—1937) — протоиерей РПЦ, священномученик.

## Биография
Родился 3 (15) сентября 1873 года в Дмитрове Московской губернии в семье священника Троицкой в Зубове церкви Василия Ильича Виноградского.
Окончил Волоколамское духовное училище (1887) и Московскую духовную семинарию (1894). С 1895 года работал учителем в церковноприходской школе Преображенского храма на Песках. В 1897 году был рукоположен во иерея и назначен священником в Крестовоздвиженский храм погоста Дмитриевского, в Клинском уезде Московской губернии.
В 1899—1901 годах служил в Москве: 10 ноября 1899 года он был назначен заведующим и законоучителем церковноприходской школы при храме Четырех святителей Московских Московского епархиального свечного завода с правом совершения богослужений в заводском храме.
С 29 мая 1901 года — священник Николаевской церкви села Субботино Верейского уезда Московской губернии; с августа 1902 года был также законоучителем земской школы в соседнем селе Курнево.
С 30 ноября 1905 года — священник Троицкой церкви села Рюховское Волоколамского уезда. С 1906 года он также исполнял обязанности законоучителя в Рюховском земском училище и одноклассном министерском железнодорожном училище на станции Волоколамск.
В 1918 году был переведён в Волоколамск. С 1924 года служил в Георгиевском храме села Егорье (Георгиевский Погост), с 1929 года — в Георгиевской церкви села Лехачёво (ныне в черте г. Долгопрудного), а с 1931 года — в Никольской церкви села Федоскино Дмитровского района Московской области. В мае 1937 года стал настоятелем храма архангела Михаила в селе Михайловское Рузского района. К этому времени он был уже возведён в сан протоиерея.
Был арестован 27 ноября 1937 года по обвинению в контрреволюционной деятельности и заключён в Бутырскую тюрьму. Отказался давать показания против других лиц и отверг обвинения в контрреволюционной деятельности. Был расстрелян 15 декабря по приговору Особой тройки при УНКВД по Московской области от 5 декабря 1937 года. Был погребён в безвестной общей могиле на Бутовском полигоне.

## Канонизация
Причислен к лику святых новомучеников Российских Архиерейским юбилейным Собором РПЦ 2000 года. Память в РПЦ в день его мученической кончины 2 декабря и в Соборе новомучеников и исповедников Российских и в Соборе Бутовских новомучеников.